# Tanjung Selatan
Tanjung Selatan är en udde i Indonesien.   Den ligger i provinsen Kalimantan Selatan, i den västra delen av landet, 900 km öster om huvudstaden Jakarta.
Terrängen inåt land är mycket platt. Havet är nära Tanjung Selatan åt sydväst.